# Неа-Філадельфія
Неа-Філадельфія (грец. Νέα Φιλαδέλφεια) — муніципалітет у Греції, північне передмістя Афін.

## Історія
Передмістя отримало свою назву в зв'язку з тим, що тут після греко-турецької війни селилися в основному біженці з Анатолії, особливо з району стародавнього міста Філадельфія.
З 1930 по 2003 стадіон Нікоса Гумаса був домашньою ареною для футбольного клубу АЕК

## Населення
| Рік  | Населення |
| ---- | --------- |
| 1981 | 25 320    |
| 1991 | 25 261    |
| 2001 | 24 112    |